# Walter Cronkite
Walter Leland Cronkite Jr. (ngày 4 tháng 11 năm 1916   - 17 tháng 7 năm 2009) là một nhà báo phát thanh người Mỹ, từng là người dẫn chương trình cho CBS Evening News trong 19 năm (1962-1981). Trong những năm 1960 và 1970, ông thường được gọi là "người đàn ông đáng tin cậy nhất ở Mỹ" sau khi được nêu tên trong một cuộc thăm dò ý kiến.
Ông đã báo cáo nhiều sự kiện từ năm 1937 đến 1981, bao gồm các vụ đánh bom trong Thế chiến II; Tòa án Nürnberg; chiến đấu trong chiến tranh Việt Nam; Vụ không tặc trên cánh đồng Dawson; Vụ bê bối Watergate; Khủng hoảng con tin Iran; và các vụ ám sát của John F. Kennedy, nhà tiên phong dân quyền Martin Luther King Jr., và nhạc sĩ của Beatles John Lennon.
Ông cũng được biết đến với sự bao quát rộng rãi của ông về chương trình không gian của Hoa Kỳ, từ Chương trình Mercury đến cuộc đổ bộ Mặt trăng đến tàu con thoi. Ông là người duy nhất không thuộc NASA nhận giải thưởng Đại sứ Khám phá.
Cronkite được biết đến với câu khẩu hiệu khi bắt đầu dẫn, "And that's the way it is" ("Và đó là như vậy"), tiếp theo là chương trình phát sóng.